# Fernando Pinillo
Fernando Pinillo Ávila (24 ottobre 1959 – Colón, 8 luglio 2022) è stato un cestista panamense.

## Carriera
Con Panama ha disputato due edizioni dei Campionati mondiali (1982, 1986) e i Campionati americani del 1989.